# Порт Танджунг-Пріок
Порт Танджунг-Пріок (індонез. Pelabuhan Tanjung Priok) — найзавантаженіший і найрозвиненіший індонезійський морський порт, який обробляє понад 50% перевантажувальних вантажів Індонезії. Порт розташований у Танджунг-Пріок, Північна Джакарта, яким керує індонезійська державна компанія PT Pelindo. Протягом 2016, 2017 і 2018 років порт завантажив і розвантажив відповідно 6,2 млн, 6,92 млн і 7,8 млн TEU вантажів із загальної потужності близько 8 млн TEU. Контейнерний порт посідає 22-е місце за завантаженістю у світі за версією Lloyd's One Hundred Ports 2019.

## Історія

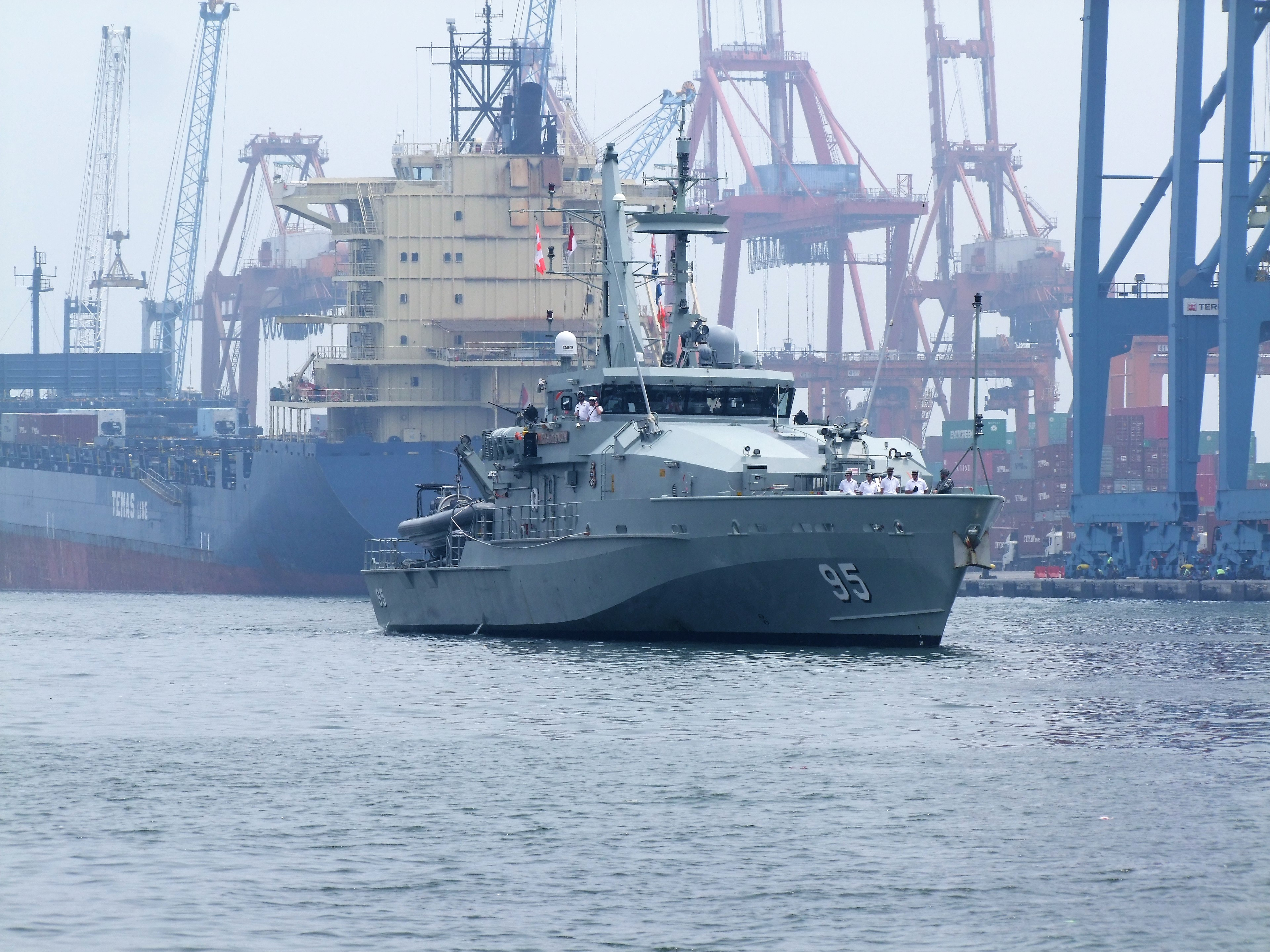
Корабель причалює до порту

Найдавніші згадки про Джакарту як прибережне поселення та порт відносяться до індіанізованого королівства Таруманагара ще в четвертому столітті. У  39 році н.е король Пурнаварман заснував Сунда-Пуру як нову столицю королівства, розташовану на північному узбережжі Яви. Пурнаварман залишив сім пам'ятних каменів із написами на його ім'я, розкиданих по всій території, включаючи сучасні провінції Бантен і Західна Ява. Напис Тугу вважається найдавнішим з усіх.

## Дивись також
- Список портів за контейнерним вантажообігом
- Транспорт Індонезії